# Capitalisme autoritaire
Le capitalisme autoritaire, ou capitalisme non-libéral , parfois dit illibéral, est un système économique dans lequel une économie de marché coexiste avec un gouvernement autoritaire. Lié et se chevauchant au capitalisme d'État - un système dans lequel l'État exerce une activité commerciale - le capitalisme autoritaire combine propriété privée et fonctionnement des forces de marché ainsi que répression de la dissidence, restrictions des libertés d'expression voire absence totale d'élections, ou alors un système électoral avec un seul parti politique dominant (en),,. 
Les politologues sont en désaccord sur la durabilité à long terme du capitalisme autoritaire, avec des arguments à la fois pour et contre la viabilité à long terme de la répression politique associée à un système économique capitaliste, . 
Les pays communément décrits « capitalistes autoritaires » sont : la Chine depuis les réformes économiques de Deng Xiaoping ; la Hongrie de Viktor Orbán ; la Russie de Vladimir Poutine ; Singapour sous Lee Kuan Yew et la Turquie de Recep Tayyip Erdoğan. Les régimes fascistes et les dictatures militaires pendant la guerre froide ainsi que l'Allemagne nazie ont également été décrits comme des pays « capitalistes autoritaires »,,,. 

## Histoire

### Développement précoce
En tant que modèle économique et politique, le capitalisme autoritaire n'est pas un phénomène récent. Tout au long de l'histoire, on peut en observer des exemples, tels que les règnes respectifs de : Manuel Estrada Cabrera et Jorge Ubico au Guatemala ; Augusto Pinochet au Chili ; le « Nouvel Ordre (en) » de Soeharto en Indonésie et la première administration du Parti d'action populaire à Singapour. Pendant la Première Guerre mondiale, la divergence idéologique entre les régimes autoritaires et libéraux était nettement moins prononcée car les deux possédaient une économie capitaliste. De plus, les puissances de l'Axe durant la Seconde Guerre mondiale ont été décrites comme étant des régimes capitalistes totalitaires, agissant donc comme des « pionniers » du développement du capitalisme autoritaire. 
Depuis la fin de la Seconde Guerre mondiale, divers régimes capitalistes autoritaires ont émergé, se sont développés et sont passés à un modèle capitaliste libéral en Asie de l'Est, Europe du Sud et Amérique latine. Il est avancé que le changement de ces premiers régimes est principalement dû à la domination libérale de pays comme les États-Unis, par opposition à une transition naturelle, ce qui suggère que les régimes capitalistes autoritaires modernes pourraient développer davantage ce système. 

### Importance récente

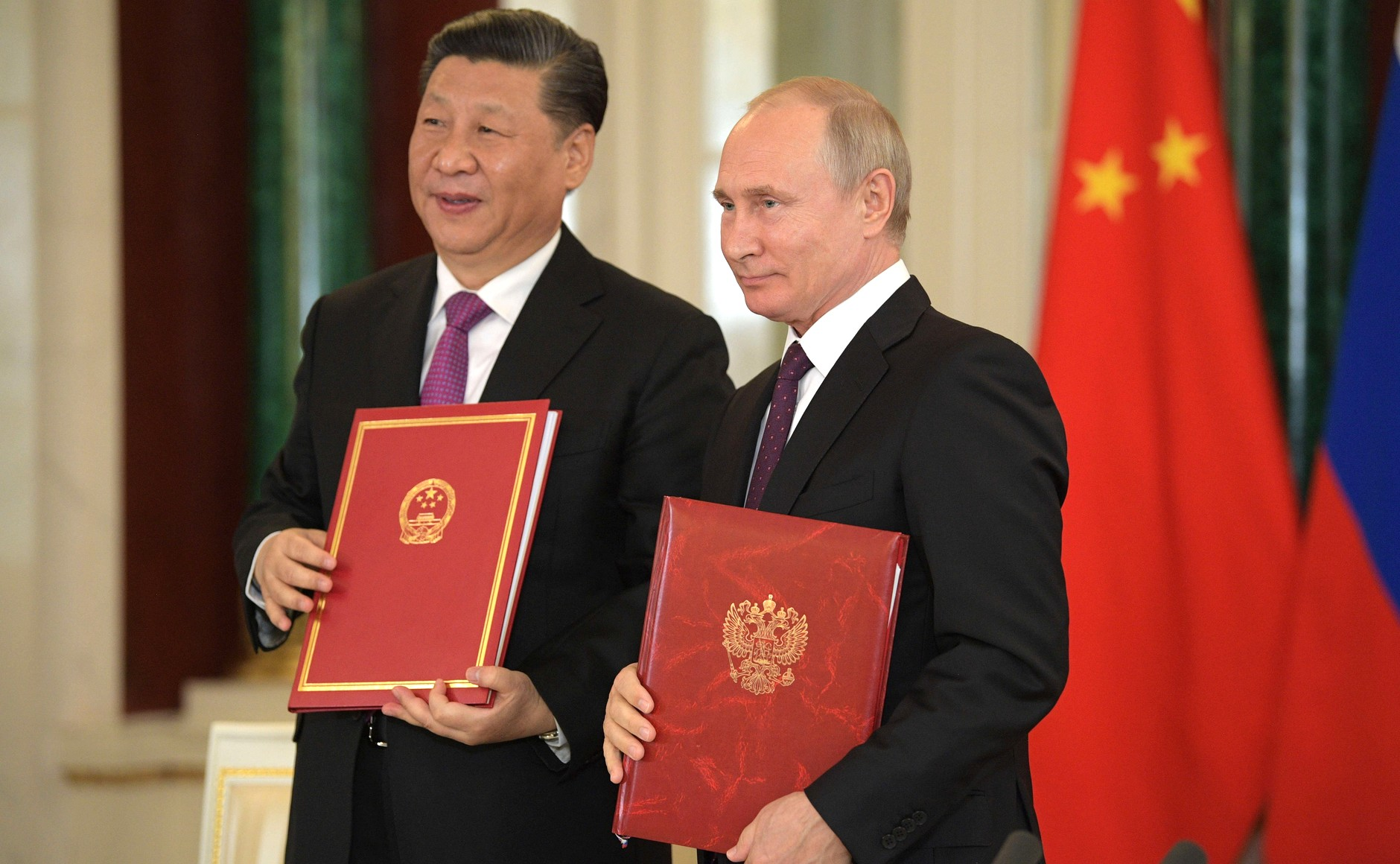
Xi Jinping et Vladimir Poutine, deux personnalités récentes de premier plan du capitalisme autoritaire.

Tout en ayant été un système relativement inconnu en raison de l'échec de l'autoritarisme au sein du premier monde durant la guerre froide, la transition de pays autoritaires comme la Chine et la Russie vers des modèles économiques capitalistes, a permis récemment au capitalisme autoritaire de prendre de l'importance. Alors qu'on pensait initialement que le passage à une économie capitaliste conduirait à la formation d'une démocratie libérale, la persistance de régimes autoritaires couplés au capitalisme a partiellement contredit ce point de vue. En outre, certains ont fait valoir qu'en utilisant des modèles économiques capitalistes, les gouvernements autoritaires ont amélioré leur stabilité tout en améliorant la qualité de vie de leurs citoyens. Soulignant ce point, Robert Kagan a déclaré: « Il ne fait aucun doute que la Chine est un modèle attrayant pour les autocrates qui souhaitent pouvoir poursuivre leur croissance économique sans perdre le contrôle des leviers du pouvoir ». 
De plus, les régimes capitalistes autoritaires ont connu une croissance notable de leur production économique, le Fonds Monétaire International (FMI) déclare que les pays capitalistes autoritaires ont connu un taux de croissance moyen du PIB de 6,28% par rapport à 2,62% pour les pays capitalistes libéraux. En plus de cela, beaucoup ont fait valoir l'incapacité de réaction du capitalisme libéral en cas de crise, avec l'exemple de la crise financière mondiale de 2007-2008 où le gouvernement américain a réagi tardivement, alors que des pays capitalistes autoritaires ont eux réagi plus rapidement. Ainsi, beaucoup soutiennent que le capitalisme autoritaire et le capitalisme libéral ont ou vont rivaliser sur la scène mondiale,,,.

## Capitalisme d'État

### Chevauchement
Les gouvernements autoritaires cherchent souvent à établir un contrôle de la société et de l'économie, ainsi, ils utilisent des sociétés d'État. Le capitalisme d'État émerge donc dans une certaine mesure dans les pays qui pratiquent un capitalisme autoritaire, manifestant de la volonté des autorités au pouvoir d'exercer un contrôle. L'utilisation prééminente de sociétés étatiques et de fonds souverains au sein des régimes capitalistes autoritaires démontre une telle tendance : par exemple, la Russie a réduit sa propriété privée de pétrole de 90% à 50% tout en passant à un modèle plus autoritaire sous la direction de Vladimir Poutine. 
Des individus comme Richard W. Carney ont également fait remarquer que les régimes autoritaires ont la forte tendance à utiliser leur économie comme méthode ayant pour but d'accroître leur influence, en investissant massivement dans leur économie par le biais d'entreprises d'État. Carney décrit l'intervention des États autoritaires par des moyens qu'il décrit comme des « tactiques extra-actionnaires », y compris des réglementations ; des contrats gouvernementaux et des politiques protectionnistes aux côtés de l'État s'engageant dans l'activisme actionnarial. De plus, il se concentre sur l'utilisation de fonds publics pour s'engager dans des acquisitions d'actifs clés dans d'autres pays, comme la prise de contrôle de Parkway Pantai (en) par Khazanah Nasional (en) en 2010.

### Différences
Dans les régimes capitalistes autoritaires, le capitalisme d'État est généralement également présent dans une certaine mesure et vice versa. Ainsi, il y a une confusion généralisée entre les deux termes, parfois considérés comme synonymes par des individus tels que l'ancien Premier ministre australien Kevin Rudd. Cependant, il existe une différence fondamentale entre le capitalisme d'État - un système dans lequel des entités appartenant à l'État s'engagent dans des activités à but lucratif  - et le capitalisme autoritaire - un système capitaliste où un régime autoritaire coexiste avec, ou du moins tente d'adopter des aspects d'une économie de marché - mise en évidence dans des pays comme la Hongrie par le Transnational Institute.

## Exemples

### Chine
La Chine est généralement considérée comme un régime autoritaire. Le Fraser Institute la classe 136e au niveau des libertés personnelles tandis que le rapport de Human Rights Watch en 2018 décrit « une offensive large et soutenue envers les droits de l'homme » en raison notamment : des persécutions contre les militants (en), des restrictions concernant la liberté d'information ; l'expression politique ; la liberté de culte et les droits des minorités. De plus, tout en reconnaissant la portée limitée du capitalisme et la réduction du rythme de celui-ci en Chine, la Heritage Foundation classe le pays 110e au niveau des libertés économiques en 2018. Michael Witt indique que la Chine a de nombreux traits capitalistes, par exemple celle-ci a un nombre important d'entreprises privées ou qui le sont partiellement, ainsi qu'une forte présence entrepreneuriale malgré l'intervention de l'État dans l'économie.  
Comme pour la plupart des régimes capitalistes autoritaires, la viabilité du modèle chinois est contestée. Certains journalistes, comme Joseph Kurlantzick et Yuen Yuen Ang, déclarent que la Chine n'est pas en mesure d'utiliser pleinement certains éléments entrepreneuriaux nécessaires pour stimuler sa future croissance, notamment à cause de ses pratiques autoritaires. Selon eux, les maintes tentatives pour maintenir l'autorité en Chine nuiront à l'innovation. De plus, le fait que des dirigeants corrompus obtiennent des postes importants, pouvant exercer une autorité, reste une constante critique,. Cependant, comme l'a déclaré Joseph Kurlantzick, « le « modèle » de croissance de la Chine » a fait preuve d'une résilience impressionnante ces dernières années, ce qui explique sa capacité à répondre rapidement aux crises, sa confiance dans la réussite économique et sa montée en puissance.

### Hongrie
Bien que cette thèse soit controversée parmi les experts, certains d'entre eux affirment qu'après l'élection de Viktor Orbán en 2010, la Hongrie a connu un recul démocratique par rapport à avant (où elle était considérée comme l'exemple phare de la démocratie libérale en Europe de l'Est) et qu'elle est devenue un régime capitaliste autoritaire. Illustrant cette transformation autocratique, Orbán a été décrit comme limitant gravement la liberté de la presse et les rapports de force, ainsi que faisant en sorte de retravailler le processus démocratique en sa faveur par le biais de processus tels que le gerrymandering. En plus de son autoritarisme croissant, la Hongrie a maintenu ses éléments capitalistes : elle est classée 59e au niveau mondial des libertés économiques par l'Institut Fraser en 2016, ce qui a conduit le Transnational Institute à utiliser la Hongrie comme un exemple type de régime capitaliste hautement autoritaire. La montée du capitalisme autoritaire en Hongrie a été décrite comme étant à l'origine d'Orbán, utilisant la désillusion populaire envers le capitalisme libéral (liée à la faible croissance des salaires ; l'augmentation du chômage et l'endettement élevé) pour mettre en œuvre des réformes politiques. Ces réformes ont été décrites comme étant soutenues des entreprises par le biais de faibles taux d'imposition des sociétés et faisant entraves à certaines entités de l'opposition (syndicats, travailleurs à faible revenu, etc) par le biais de mesures autoritaires. 
Le régime introduit en Hongrie par Viktor Orban peut être cité comme exemple d'un National-Capitalisme autoritaire.

### Russie

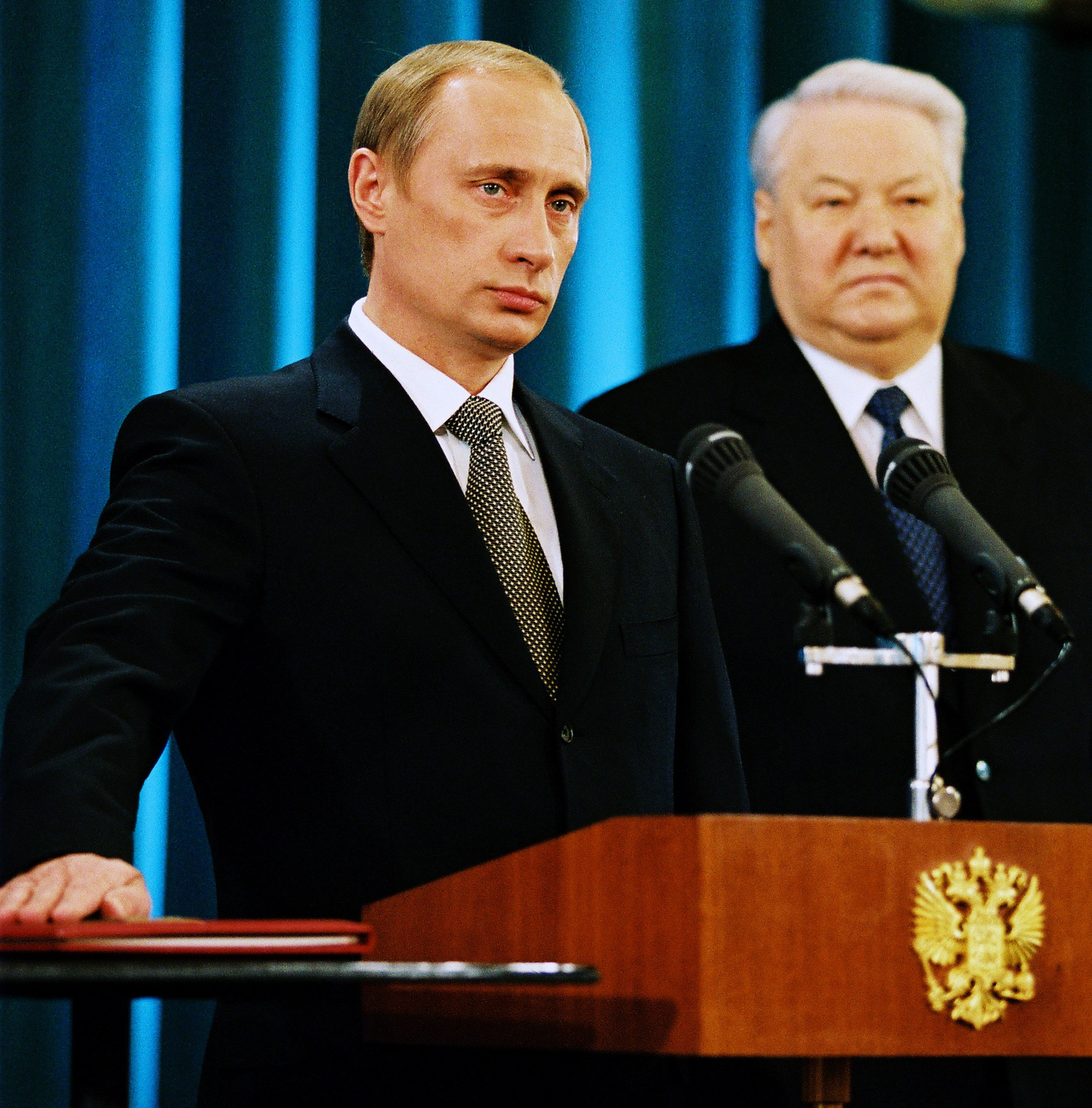
Poutine et Boris Eltsine, deux personnalités éminentes du développement du capitalisme autoritaire en Russie.

Gat Azar décrit la Russie (tout comme la Chine) comme un exemple éminent d'une nation capitaliste autoritaire moderne. Il décrit le pays comme devenant de plus en plus autoritaire tout en maintenant un modèle économique à dominante capitaliste. Aaron L. Friedberg (en) simplifie l'évolution du modèle russe dans la déclaration suivante : « Le système russe a également évolué du communisme totalitaire vers une forme de capitalisme nationaliste autoritaire qui semble être au moins pour le moment relativement stable ». Friedberg décrit également l'élection présidentielle russe de 1996 comme la période où le capitalisme autoritaire a commencé à se former en Russie, démontrant un parti majoritaire de plus en plus puissant soutenu par des médias contrôlés par des oligarques et dirigé par Boris Eltsine, et plus tard Vladimir Poutine. À partir de 1999, sous Poutine, Friedberg décrit le régime russe comme renforçant son pouvoir par le biais du rétablissement du contrôle de étatique sur les ressources naturelles ; l'obtention du contrôle des médias et la limitation de la dissidence, par des mesures telles que la restriction des opérations des organisations non gouvernementales. 

### Singapour

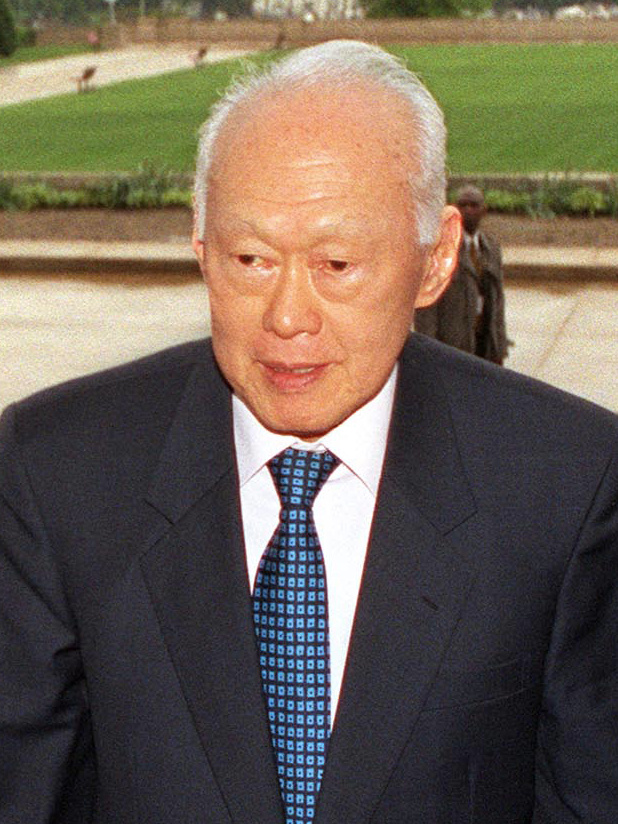
Lee Kuan Yew, une figure majeure du développement du modèle économique de Singapour.

Singapour est considéré par des agences telles que Human Rights Watch comme un régime très répressif. Ils décrivent le manque de liberté d'expression ; la peine capitale ; l'emprisonnement sans jugement (en) et la liberté sexuelle comme provoquant une violation des droits humains internationaux. De plus, le pays - sous le règne de Lee Kuan Yew - a été décrit comme embrassant les principaux aspects du capitalisme, le Fraser Institute le classe au deuxième rang des libertés économiques en 2016, faisant ainsi de lui un état capitaliste autoritaire. Cependant, il existe une controverse quant à la viabilité continue du succès économique de Singapour, qui a fait passer son PIB par habitant de 427,88 $ US en 1960 à 57 714,3 $ US en 2017. Certains économistes soutiennent que Singapour a considérablement restreint sa capacité à obtenir une future croissance économique en réprimant les libertés d'expression et de penser. Indépendamment de cela, Singapour est considérée comme une exception en ce qui concerne sa stabilité, Daniel W. Drezner (en) a d'ailleurs déclaré : « qu'à l'exception de Singapour, ce modèle n'a jamais fonctionné sur le long terme ». 

## Critiques
Le capitalisme autoritaire est un modèle économique et politique qui a fait face à une variété de critiques, que ce soit sur sa nature, sur la capacité du capitalisme à coexister efficacement avec l'autoritarisme ou alors des critiques plus générales sur le mode de gouvernement autoritaire. En tant que tel, la plupart des experts semblent avoir convenu que le modèle capitaliste autoritaire est instable et qu'il finira par se transformer en capitalisme libéral. Ainsi Daniel W. Drezner déclare : « L'idée reçue en politique comparée est qu'à mesure que les sociétés s'enrichissent [...] elles commencent aussi à exiger une plus grande responsabilité politique ». Au contraire, certains soutiennent que la richesse accrue des régimes capitalistes autoritaires leur permet d'utiliser plus adéquatement certaines technologies afin de consolider leurs régimes. 

### Critiques négatives
Il est globalement admis qu'en ayant un modèle économique capitaliste, un pays est en mesure d'améliorer la qualité de vie de ses citoyens grâce à des niveaux de croissance économique élevés. Cette augmentation de la qualité de vie est considérée comme intrinsèquement préjudiciable à la durabilité d'un régime autoritaire. En effet, il est fortement admis que les individus chercheront de plus en plus à réduire les restrictions de leurs droits humains à mesure que leur qualité de vie ainsi que leur accès à des moyens de communication augmentent. En tant que tel, les experts pensent généralement que la mise en œuvre croissante du capitalisme conduira inévitablement les citoyens à se révolter contre les gouvernements autoritaires.
En outre, il est également largement admis que les restrictions à la liberté d'expression présentes dans les régimes autoritaires nuisent à la capacité des citoyens à innover et à se lancer dans l'entrepreneuriat, ce qui entraîne une réduction de la croissance économique. Comme certains experts ont affirmé que la légitimité des régimes capitalistes autoritaires vient principalement de leur capacité à générer une croissance économique,, une réduction de celle-ci liée à l'autoritarisme conduirait finalement le régime à s'effondrer. 
De plus, les régimes capitalistes autoritaires doivent souvent faire face à la désobéissance civile, comme l'ont démontré des pays comme la Chine, qui ont connu 87 000 cas de troubles massifs en 2005. 

### Critiques positives
Le capitalisme autoritaire est désigné comme un concurrent potentiel au capitalisme libéral, le succès récent des régimes capitalistes autoritaires tels que la Chine étant utilisé au cœur des arguments favorables,. De plus il est avancé qu'en utilisant des éléments du capitalisme, ces régimes peuvent utiliser plus efficacement les technologies modernes pour éliminer toute dissidence envers le gouvernement, le grand pare-feu en Chine en est un exemple. En outre, des individus tels que Niv Horesh (en) soutiennent que le capitalisme autoritaire proposé par la Chine est une alternative viable au capitalisme libéral, avec des processus de prise de décision plus efficaces,. 
De plus, d'autres soutiennent que les politiques capitalistes de libre marché conduisent à une augmentation des politiques autoritaires, comme celles menées par Margaret Thatcher. Le cœur de cet argument réside dans le point de vue selon lequel les citoyens soutiendront le régime qui leur fournira un confort matériel que les inégalités économiques et l'automatisation croissantes dans les nations capitalistes libérales sapent. De plus, les défis du capitalisme libéral, à savoir l'incapacité de faire face de manière adéquate aux progrès technologiques, ont également été soulevés et résumés dans la déclaration de l'ancien Premier ministre australien Kevin Rudd : « Les démocraties, tout comme les entreprises, peuvent désormais être piratées ». Parallèlement aux défis technologiques, un échec apparent à résoudre des problèmes structurels tels que le gerrymandering a également été soulevé. De plus, l'expansion de la Chine a été décrite comme un argument convaincant pour le succès de son régime capitaliste autoritaire. 
Aaron L. Friedberg (en), de la Fondation Sasakawa pour la Paix, a également noté que les nations capitalistes autoritaires ont utilisé une exploitation du monde occidental ; la refonte de l'ordre international et l'exclusion des acteurs internationaux pour tenter d'établir leurs systèmes de gouvernance. Il a également déclaré que, contrairement comme durant guerre froide, les pouvoirs autoritaires contemporains seront probablement orientés vers la coopération afin de consolider leurs régimes.